# Polina Kutiepowa
Polina Pawłowna Kutiepowa (ros. Поли́на Па́вловна Куте́пова; ur. 1 sierpnia 1971 w Moskwie) – radziecka i rosyjska aktorka filmowa i teatralna.

## Wybrana filmografia
- 2007: Indi jako Liza

## Nagrody i odznaczenia
- 2004: Zasłużony Artysta Federacji Rosyjskiej[1]
- 2010: Laureatka Narodowej Nagrody Teatralnej „Złota Maska” za rolę Molly Bloom w spektaklu teatru Mastierskaja P. Fomienko „Ulisses”[2]